# Escarola de cabell d'àngel

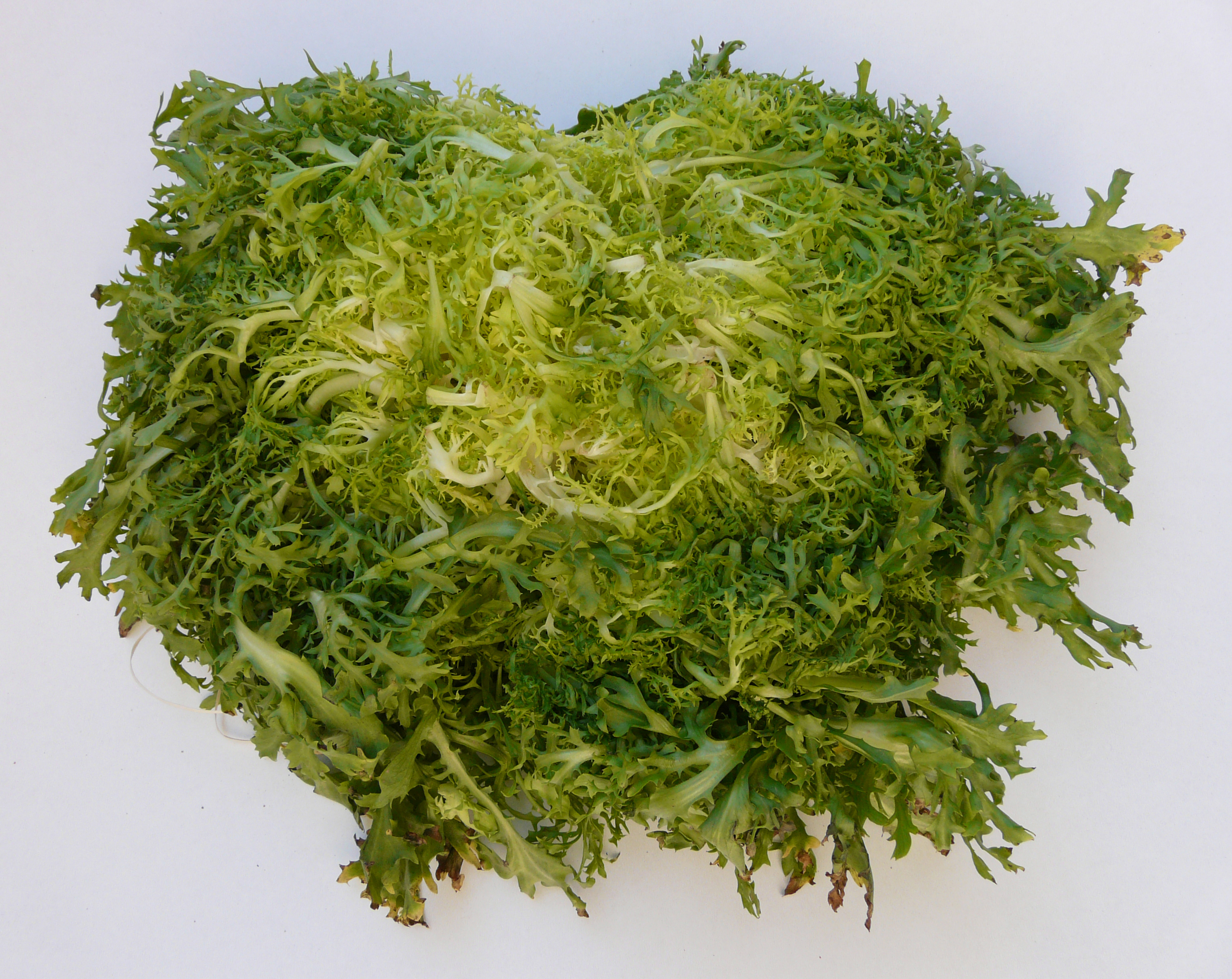
Escarola de cabell d'àngel

L'escarola de cabell d'àngel és una de les varietats més populars de l'escarola, autòctona del Baix Empordà. Amb fulles fines, molt dentades i arrissades de color verd clar. Es caracteritza per la seva gran finor i poca amargor. Se sol consumir amanida acompanyada de tota mena d'ingredients. És més petita que d'altres varietats d'escaroles.